# Elmeriobryum wilhelmense
Elmeriobryum wilhelmense là một loài Rêu trong họ Hypnaceae. Loài này được (E.B. Bartram) W.R. Buck & B.C. Tan mô tả khoa học đầu tiên năm 2008.